# УТМ-5
УТМ-5 (Универсальный Тяговый Модуль, тип 5) — российский тепловоз, выпускаемый с 2014 года на Калужском машиностроительном заводе.
Тяговый модуль создан для освобождения тепловозов при сопровождении служебно-хозяйственных поездов. Может перевозить составы массой до 1800 тонн и работать в качестве электростанции (с выходным током 380 В, 50 Гц). Для движения тепловоза на нём установлен дизельный двигатель QSK-60G4 с часовой мощностью 2448 л. с. (1800 кВт). Основой УТМ-5 стал универсальный тяговый модуль УТМ-4Л.
Тепловоз эксплуатируется на следующих железных дорогах: Восточно-Сибирская, Горьковская, Дальневосточная, Забайкальская, Красноярская, Куйбышевская, Московская, Октябрьская, Приволжская, Свердловская, Северная, Северо-Кавказская, Южно-Уральская.
Технические характеристики:
- Тип — маневровый
- Тип передачи — электрическая
- Высота — 5210 мм
- Длина — 18 000 мм
- Ширина — 3000 мм
- Колея — 1520 мм
- Конструкционная скорость — 80 км/ч
- Рабочая скорость — 0,1-5 км/ч
- Минимальный радиус прохождения кривых — 80 м
- Осевая формула — 20—20
- Служебная масса — 100 т